# Liste der Kulturdenkmäler in Brensbach
Die folgende Liste enthält die in der Denkmaltopographie ausgewiesenen Kulturdenkmäler auf dem Gebiet  der Gemeinde Brensbach, Odenwaldkreis, Hessen.
Hinweis: Die Reihenfolge der Denkmäler in dieser Liste orientiert sich zunächst an Ortsteilen und anschließend der Anschrift, alternativ ist sie auch nach der Bezeichnung, der vom Landesamt für Denkmalpflege vergebenen Nummer oder der Bauzeit sortierbar.
Kulturdenkmäler werden fortlaufend im Denkmalverzeichnis des Landes Hessen durch das Landesamt für Denkmalpflege Hessen auf Basis des Hessischen Denkmalschutzgesetzes (HDSchG) geführt. Die Schutzwürdigkeit eines Kulturdenkmals hängt nicht von der Eintragung in das Denkmalverzeichnis des Landes Hessen oder der Veröffentlichung in der Denkmaltopographie ab.

Das Vorhandensein oder Fehlen eines Objekts in dieser Liste ist keine rechtsverbindliche Auskunft darüber, ob es Kulturdenkmal ist oder nicht: Diese Liste entspricht möglicherweise nicht dem aktuellen Stand der offiziellen Denkmaltopographie. Diese ist für Hessen in den entsprechenden Bänden der Denkmaltopographie Bundesrepublik Deutschland und im Internet unter DenkXweb – Kulturdenkmäler in Hessen einsehbar. Auch diese Quellen sind, obwohl sie durch das Landesamt für Denkmalpflege Hessen aktualisiert werden, nicht immer aktuell, da es im Denkmalbestand immer wieder Änderungen gibt.
Eine verbindliche Auskunft erteilt allein das Landesamt für Denkmalpflege Hessen.
Nutze diese Kartenansicht, um Koordinaten in der Liste zu setzen. In dieser Kartenansicht sind Kulturdenkmale ohne Koordinaten mit einem roten bzw. orangen Marker dargestellt und können in der Karte gesetzt werden. Kulturdenkmale ohne Bild sind mit einem blauen bzw. roten Marker gekennzeichnet, Kulturdenkmale mit Bild mit einem grünen bzw. orangen Marker.

## Kulturdenkmäler nach Ortsteilen

### Affhöllerbach
| Bild                         | Bezeichnung                  | Lage                                            | Beschreibung | Bauzeit | Objekt-Nr. |
| ---------------------------- | ---------------------------- | ----------------------------------------------- | --- | ------- | ---------- |
| Wohnhaus                     | Wohnhaus                     | Böllsteiner Straße 4 LageFlur: 1, Flurstück: 54 | Zweigeschossiges Fachwerkhaus auf hohem Kellersockel, mit Satteldach. Erbaut von dem örtlichen Zimmermann Keil. Der Kellersockel ist aus „weißem“ Sandstein gemauert, das konstruktive Fachwerk, das lediglich Feuerböcke in den Brüstungsfeldern der Fenster aufweist, ist mit Bimsbeton ausgefacht. Das Gebäude ist das Wohnhaus eines Vierseithofes. | 1906/09 | 10845 DDB  |
| Wohnhaus                     | Wohnhaus                     | Böllsteiner Straße 5 LageFlur: 1, Flurstück: 47 | Zweigeschossiges Fachwerkhaus auf hohem Kellersockel, mit Satteldach. Das Gebäude ist das Wohnhaus eines Vierseithofes, steht aber asymmetrisch zu den zugehörigen jüngeren Wirtschaftsgebäuden (Scheune von 1887, Stall von 1905). Das Fachwerk ist aus Eichenholz gezimmert, zum Teil durch Stein erneuert und teils mit Latten verkleidet. | 18. Jh. | 10846 DDB  |
| Wohnhaus                     | Wohnhaus                     | Böllsteiner Straße 6 LageFlur: 1, Flurstück: 55 | Zweigeschossiges verschindeltes Fachwerkhaus auf nahezu quadratischem Grundriss mit Satteldach. Trotz der Verschindelung lassen sich leichte Stockwerksüberstände erkennen. Die Fenster des eventuell noch aus dem 17. Jahrhundert stammenden Gebäudes in städtebaulich wichtiger Ecklage wurden zwar erneuert, aber ihre Anordnung und Größe lässt darauf schließen, dass das originale Fachwerk dadurch nur unwesentlich verändert worden sein dürfte. |         | 10847 DDB  |
| Gesamtanlage Weiler Kilsbach | Gesamtanlage Weiler Kilsbach | Gesamtanlage Lage                               | Der Weiler besteht aus vier großen Vierseithöfen, von denen drei in einer lockeren Gruppe im Talgrund liegen, während der vierte Hof etwas erhöht abseits steht. Obwohl die Gebäude aus unterschiedlichen Zeiten stammen und verschiedentlich erneuert wurden, ist der Weiler dennoch beispielhaft für eine großbäuerliche Siedlung des 19. Jahrhunderts in beinahe ursprünglicher Gestalt, eingebettet in die aus den bewirtschafteten Feldern und Wiesen gebildete Landschaft. Der Weiler wurde daher mitsamt den umgebenden Grundstücken als Gesamtanlage unter Denkmalschutz gestellt. | 19. Jh. | 10852 DDB  |
| Vierseithof                  | Vierseithof                  | Kilsbach 4 LageFlur: 6, Flurstück: 29           | Einheitlicher Vierseithof mit zweistöckigem Fachwerkwohnhaus auf hohem massiven Kellersockel mit Satteldach aus der Zeit um 1850/60 sowie eine dazugehörige Fachwerkscheune mit historischem Kratzputz. Die Ställe des Hofes sind neueren Datums, fügen sich aber in das historische Erscheinungsbild ein. | 19. Jh. | 10853 DDB  |
| Vierseithof                  | Vierseithof                  | Kilsbach 8 LageFlur: 6, Flurstück: 33/1         | Hauptgebäude des Hofes ist das große zweigeschossige Fachwerkwohnhaus mit Satteldach, das laut der Inschrift am Türsturz 1837 von den Zimmermeistern Leonhard und Georg Reeg erbaut wurde, die auch als mögliche Erbauer des Hofes Nr. 4 in Betracht kommen. | 1837    | 10854 DDB  |
| weitere Bilder               | Schulzenhof                  | Kilsbacher Straße 19 LageFlur: 1, Flurstück: 5  | Zweigeschossiges giebelständiges und verschindeltes Fachwerkhaus mit leichten Stockwerksüberständen und Satteldach. Die nördliche Hälfte des Erdgeschosses des aus dem 18. Jahrhundert stammenden Gebäudes wurde nachträglich in Stein erneuert. Das restliche Gebäude ist mit Ausstattungsteilen wie der runden Freitreppe oder den bleiverglasten Fenstern im Wesentlichen original erhalten. Die Wirtschaftsgebäude der großen, außerhalb des Dorfes liegenden Hofanlage stammen zumeist aus dem späten 19. Jahrhundert. | 18. Jh. | 10848 DDB  |
| Wohnhaus                     | Wohnhaus                     | Krämergasse 1 LageFlur: 1, Flurstück: 72/5      | Zweigeschossiges Fachwerkhaus mit Satteldach. Das Erdgeschoss ist teilweise massiv erneuert, das Fachwerk ist mit Asbestzement verkleidet. Das Wohnhaus eines Vierseithofs mit Wagnerwerkstatt war einst über der Tür mit „1640“ datiert. Die zur Tür führende Freitreppe wurde durch Umgestaltung der Türzone nach innen verlegt. Wegen seines hohen Alters ist das Haus trotz der Umbauten von wissenschaftlicher und städtebaulicher Bedeutung. Die Wagnerwerkstatt des Hofs hat noch eine alte Einrichtung. Neben dem Wohnhaus steht noch ein kleines Wohngebäude (Altenteil). Im Hof gibt es eine gusseiserne Wasserpumpe, die vom Weiler Kilsbach stammt. | 1640    | 10849 DDB  |
| Hofanlage                    | Hofanlage                    | Lindenstraße 3 LageFlur: 1, Flurstück: 33/3     | Dreiseitige Hofanlage in der Ortsmitte von Affhöllerbach. Das Wohnhaus ist ein zweigeschossiger traufständiger Fachwerkbau mit zweiläufiger Freitreppe und Satteldach. Das Gebäude aus dem späten 18. Jahrhundert wurde im 19. Jahrhundert verlängert, im späten 20. Jahrhundert wurde ein modernes Wohnhaus angebaut. Die Fachwerkscheune von 1816 weist Kratzputz aus dem 19. Jahrhundert auf. | 18. Jh. | 10850 DDB  |
| Wohnhaus                     | Wohnhaus                     | Lindenstraße 6 LageFlur: 1, Flurstück: 40/2     | Eingeschossiges giebelständiges Fachwerkhaus auf verputztem Steinsockel in Hanglage, mit Satteldach und Freitreppe zur Tür. Das Fachwerk ist mit Asbestzement verkleidet, die Fenster des Gebäudes sind erneuert. Trotz erheblicher Eingriffe in die Bausubstanz ist das als ältestes Haus des Ortes geltende Gebäude von städtebaulichem und wissenschaftlichem Interesse. |         | 10851 DDB  |
| weitere Bilder               | Ruine Schnellerts            | Schnellerts LageFlur: 3, Flurstück: 83          | Ruine einer kleinen Burg aus der späten staufischen Zeit (erste Hälfte des 13. Jahrhunderts). Die Burg wurde von den Herren von Crumbach aus Rodenstein zum Schutz vor den auf Expansion bedachten Schenken von Erbach erbaut, war 1391 in Breuberger Besitz und wurde wohl kurz darauf zerstört. 1742 wurde die Burg bereits als uralte Ruine beschrieben. Die beträchtlichen Steinreste waren bis zur Mitte des 19. Jahrhunderts abgetragen. Die Ringmauern der Anlage wurden 1886 ergraben. Die Kernburg war ein unregelmäßiges Sechseck mit einem maximalen Durchmesser von 36,5 Metern und von einer etwa zwei Meter dicken Schalmauer aus Bruchstein umgeben. Der runde Bergfried im Osten der Anlage, dessen Stumpf erhalten blieb, hatte einen Durchmesser von 6,45 Metern. Die restlichen Gebäude lassen sich nur noch fragmentarisch nachweisen. Es gab wohl zwei Fachwerkgebäude und ein massives Steinhaus. Viele Funde von Kanonenkugeln, Pfeilspitzen und Armbrustbolzen stützen die These vom gewaltsamen Ende der Burg. Die Ruine befindet sich seit 1747 im Besitz der Grafen von Erbach-Schönberg. Sie ist ein Schauplatz der Sage vom Rodensteiner, des Schnellertsherrn, der als „wilder Jäger“ durch die Luft zum Rodenstein zieht. Bei der Ruine wurde 1891 der Ohlyturm als Aussichtsturm errichtet, aber nur wenige Jahre später wieder abgerissen. | 13. Jh. | 10855 DDB  |

### Brensbach
| Bild                           | Bezeichnung                              | Lage                                                    | Beschreibung | Bauzeit   | Objekt-Nr. |
| ------------------------------ | ---------------------------------------- | ------------------------------------------------------- | --- | --------- | ---------- |
| Gesamtanlage Brensbach         | Gesamtanlage Brensbach                   | Gesamtanlage Lage                                       | |           | 10817 DDB  |
| Gasthaus                       | Gasthaus                                 | Am alten Bahnhof 1, 3 LageFlur: 3, Flurstück: 83        | Zweigeschossiges verschindeltes Fachwerkhaus mit regelmäßiger Fensterreihung, sichtbarem konstruktiven Fachwerk an der nördlichen und zweiläufiger Treppe an der südlichen Traufseite. Das Gebäude in Ecklage zur Darmstädter Straße unterbricht mit seinem Giebel die Reihe von traufständigen Häusern in der Straße. | 19. Jh.   | 10818 DDB  |
| Wohnhaus                       | Wohnhaus                                 | Am alten Bahnhof 2 LageFlur: 3, Flurstück: 101/3        | Eingeschossiges Fachwerkhaus auf hohem, ebenerdigem Kellersockel mit qualitätvollen Fenstern, holzverschindeltem Westgiebel, Zahnschnittfries unter der Traufe und Krüppelwalmdach. Inschriftlich datiert auf 1827. | 1827      | 10819 DDB  |
| Ehemaliger Bahnhof             | Ehemaliger Bahnhof                       | Am alten Bahnhof 11 LageFlur: 3, Flurstück: 76          | Zweigeschossiges massives Sandsteingebäude mit Satteldach und angebautem Schuppen. Der Bahnhof lag an der Strecke von Reinheim nach Reichelsheim, deren Gleisanlagen heute längst wieder abgebaut sind. Der ehemalige Bahnhof wird zu Wohnzwecken genutzt. | um 1890   | 10820 DDB  |
| Wohnhaus                       | Wohnhaus                                 | Darmstädter Straße 1 LageFlur: 3, Flurstück: 161        | Zweigeschossiges traufständiges Gebäude aus „weißem“ Sandstein vom Morsberg mit Satteldach, mit Ecklisenen, Stockwerksgesimsen und Zahnschnittfries an der Traufe. Das Wohnhaus einer Hofreite zeichnet sich nicht nur durch gute handwerkliche Qualität aus, sondern ist auch städtebaulich bedeutsam. | 19. Jh.   | 10821 DDB  |
| Hofreite                       | Hofreite                                 | Darmstädter Straße 20 LageFlur: 3, Flurstück: 73        | L-förmige Hofreite mit zweistöckigem traufständigen Fachwerkwohnhaus mit verschindeltem Südgiebel sowie den zugehörigen, im rechten Winkel dazu stehenden langgestreckten Stallgebäuden. Die einst zur Straßenseite hin gelegene Freitreppe des Wohnhauses wurde auf die Gebäuderückseite im Hof verlegt. | 19. Jh.   | 10823 DDB  |
| Sachteil: Haustür              | Sachteil: Haustür                        | Darmstädter Straße 22 LageFlur: 3, Flurstück: 72/1      | Haustür eines Wohnhauses, mit Merkmalen des Jugendstils, im Oberlicht bezeichnet Leonhard Trinkaus 1905. Die qualitätvolle Tür wurde wohl in Darmstadt gefertigt. | 1905      | 10824 DDB  |
| Doppelwohnhaus                 | Doppelwohnhaus                           | Darmstädter Straße 26/28 LageFlur: 3, Flurstück: 66, 68 | Langgezogener Baukomplex aus zwei aneinander gebauten, schmalen zweistöckigen Wohnhäusern einer jeweils L-förmigen Hofreite, mit gemeinsamer Hofdurchfahrt in der Gebäudemitte. Die Anordnung der Gebäude folgt dem für Brensbach typischen schmalen Zuschnitt der Parzellen. Die Fenstersituation der Gebäude ist modern verändert. |           | 10825 DDB  |
| Wohnhaus                       | Wohnhaus                                 | Darmstädter Straße 34 LageFlur: 3, Flurstück: 60/3      | Zweigeschossiges Fachwerkhaus mit harmonischem Fachwerkgefüge aus Mannfiguren an den Bundpfosten sowie Karniesprofilen an Schwelle und Rähm. Die Giebelseiten des von einem Krüppelwalmdach mit Biberschwanzziegeln bedeckten Gebäudes sind verschindelt. Das an einer Straßenbiegung gelegene Gebäude hat ortsbildprägenden Charakter. | 18. Jh.   | 10826 DDB  |
| Schule mit Spritzenhaus        | Schule mit Spritzenhaus                  | Darmstädter Straße 38 LageFlur: 3, Flurstück: 55        | Zweigeschossiger Klinkerbau mit elf Achsen, die mittleren drei Achsen als Risalit vorspringend, bedeckt von einem flachen Walmdach über einem Konsolgesims. Die Backsteinornamentik des im Stil des späten Klassizismus erbauten Gebäudes weist horizontale Gesimse und Diamantquaderung auf. Neben dem Schulhaus befindet sich das langgestreckte giebelständige Spritzenhaus mit großem Rundbogentor in der Giebelseite. Beide Gebäude wurden 1896 erbaut. | 1896      | 10827 DDB  |
| Wohnhaus (ehem. Gasthaus)      | Wohnhaus (ehem. Gasthaus)                | Heidelberger Straße 2 LageFlur: 3, Flurstück: 187/4     | Zweigeschossiges traufständiges Fachwerkhaus, im Sockel datiert 1778. Das Gebäude wurde 1820 nach links verlängert und erhielt eine integrierte Hofeinfahrt. An der Rückseite ist das Gebäude zum Teil erneuert. Das heute verkleidete Gebäude wurde in dem für den Odenwald typischen Sichtfachwerk errichtet und hat im Inneren ein barockes Treppenhaus. Es bildete ehemals das Wohnhaus des größten Vierseithof des Ortes, jedoch wurden alle Nebengebäude, darunter eine Scheune von 1835, im Jahr 1992 abgerissen. | 1778/1820 | 10828 DDB  |
| Gasthaus „Zum Stern“           | Gasthaus „Zum Stern“                     | Heidelberger Straße 4 LageFlur: 3, Flurstück: 188/1     | Zweistöckiges traufständiges Fachwerkgebäude, im Kern sicher von beträchtlichem Alter, mit nachträglich veränderten Fensterrahmen und Giebelportal. Die unversprossten Fenster und der verklinkerte Sockel stören den historischen Eindruck des Gebäudes. |           | 10829 DDB  |
| Ehemaliges Gasthaus „Zur Post“ | Ehemaliges Gasthaus „Zur Post“           | Heidelberger Straße 23 LageFlur: 1, Flurstück: 94       | Zweistöckiges traufständiges verschindeltes Fachwerkhaus mit Krüppelwalmdach, klassizistischem Portal und zweiläufiger Freitreppe. Im Gebäude befand sich seit dem 19. Jahrhundert die Posthalterei des Ortes. Im Obergeschoss ist ein Tanzsaal erhalten. Die zugehörige Scheune erbaute 1817 der spätere Posthalter Wilhelm Jacob Hoffmann. |           | 10830 DDB  |
| Wohnhaus                       | Wohnhaus                                 | Heidelberger Straße 24 LageFlur: 1, Flurstück: 9        | Zweistöckiges verschindeltes Fachwerkgebäude in Ecklage neben dem Aufgang zur Kirche. | 19. Jh.   | 10831 DDB  |
| Wohnhaus                       | Wohnhaus                                 | Heidelberger Straße 29 LageFlur: 1, Flurstück: 98/1     | Zweistöckiges traufständiges Fachwerkgebäude mit Satteldach. Das Fachwerk des Gebäudes ist auffällig eng gesetzt und weist in den Eckgefachen fischgrätartig verdoppelte Streben auf. Die Brüstungsfelder der Fenster in den Obergeschossen sind mit geschnitzten Brettern verziert. Die Giebelfelder sind nachträglich verkleidet. Der Eingang des Gebäudes war einst auf der Straßenseite, die bis in die jüngere Vergangenheit erhaltene Haustür aus der Zeit des Biedermeier und eine Freitreppe wurden entfernt. | um 1800   | 10832 DDB  |
| Wohnhaus                       | Wohnhaus                                 | Heidelberger Straße 42 LageFlur: 1, Flurstück: 56       | Einstöckiges traufständiges Wohnhaus eine Kleingehöfts, auf hohem Kellersockel, mit Satteldach. Das ursprüngliche Portal des Hauses befand sich zur Straßenseite hin und wurde später auf die Hofseite verlegt. Die zur Straße führende Freitreppe wurde entfernt. | um 1800   | 10833 DDB  |
| Wohnhaus                       | Wohnhaus                                 | Heidelberger Straße 45 LageFlur: 1, Flurstück: 113      | Einstöckiges traufständiges Wohnhaus eine Kleingehöfts, auf Kellersockel, mit Satteldach. Das Gebäude entspricht von der Bauart und den Dimensionen dem gegenüberliegenden Gebäude Nr. 45. Es ist an der Tür datiert 1806, und weist Profilierungen an Kehlbalken, Schwelle und Rähm auf. Auch bei diesem Gebäude wurde das straßenseitige Portal mit Freitreppe entfernt. Zusätzlich wurden die Fenster vergrößert. Trotz der Eingriffe in die originale Bausubstanz ist das Gebäude aus bau- und lokalgeschichtlichen Gründen ein Kulturdenkmal. | 1806      | 10834 DDB  |
| weitere Bilder                 | Evangelische Kirche (ehemals St. Markus) | Höchster Straße 1 LageFlur: 1, Flurstück: 8             | Die Kirche ist eine spätgotische Pseudobasilika, an deren fast quadratisches, dreischiffiges und dreijochiges Langhaus sich im Westen der Turm und nach Osten der Chor anschließt. In den Winkel zwischen Chor und Langhaus wurde eine Sakristei eingebaut. Der Turm ist datiert 1503, die Steinkanzel vor dem Chor 1526 und der polygonale Chor im Triumphbogen 1527, womit die Bauzeit der Kirche umrissen sein dürfte. Als Steinmetz war Karl Wernher aus Erbach an der Kirche tätig, der sein Steinmetzzeichen an der Kanzel hinterlassen hat. Ein Taufstein aus dem 15. Jahrhundert stammt wohl noch aus einem Vorgängergebäude, das angesichts der Lage der Kirche auf einer kleinen Anhöhe wahrscheinlich als mittelalterliche Wehrkirche bestand. In der Kirche befinden sich Grabmale des 16. und 18. Jahrhunderts und ein Holzkruzifix aus dem 17. Jahrhundert. Die Schildwände des Mittelschiffs sind mit Apostelmalereien von 1703/14 geschmückt. | 1503–27   | 10835 DDB  |
| Evangelisches Pfarrhaus        | Evangelisches Pfarrhaus                  | Höchster Straße 2 LageFlur: 3, Flurstück: 190           | Zweigeschossiges langgestrecktes Steingebäude auf Kellersockel, mit Satteldach, umlaufenden Gesimsen auf Höhe der Fensterbänke und Rundbogenfenster im Giebel. An den hinteren Giebel des klassizistischen Gebäudes schließt sich der Pfarrgarten an, der von einer Backsteinmauer mit spitzbogigen Blendarkaden umgeben ist. | 19. Jh.   | 10836 DDB  |
| Ehemalige Schule/Rathaus       | Ehemalige Schule/Rathaus                 | Höchster Straße 3 LageFlur: 1, Flurstück: 7             | Zweigeschossiger verschindelter Fachwerkbau mit Krüppelwalmdach am Fuß des Kirchhügels. Das massiv ausgeführte Erdgeschoss des 1811 als Schule erbauten und später als Rathaus genutzten Gebäudes wurde in jüngerer Zeit im vorderen Bereich zu einem Arkadendurchgang umgestaltet. |           | 10837 DDB  |
| Wohnhaus                       | Wohnhaus                                 | Höchster Straße 11 LageFlur: 1, Flurstück: 4            | Zweigeschossiger giebelständiger Fachwerkbau auf hohem Kellersockel, mit Satteldach, am Ostgiebel mit Krüppelwalm. Die nördliche Traufwand, an der sich auch das Portal mit zweiläufiger Treppe befindet, wurde im Erdgeschoss massiv erneuert. Das Gebäude unterhalb des Kirchhügels liegt in der Sichtachse der von Höllerbach kommenden Straße und hat ortsbildprägenden Charakter. | um 1800   | 10838 DDB  |
| Sachteil: Kaminstein           | Sachteil: Kaminstein                     | Otzbergstraße 7 LageFlur: 5, Flurstück: 141/1           | Alter Kaminstein mit den Initialen IM.SN und der Jahreszahl 1765, in der typischen Form eines Volutenkapitells mit Rollwerk, in die Fassade eines Gebäudes eingemauert. | 1765      | 10839 DDB  |
| Wohnhaus                       | Wohnhaus                                 | Römerberg 6 LageFlur: 1, Flurstück: 15                  | Zweigeschossiges traufständiges Fachwerkhaus auf Kellersockel und mit Satteldach, im Erdgeschoss zum Teil massiv erneuert. Im Obergeschoss haben sich Reste von eingelegtem Stipp-Putz und bleiverglaste Fenster erhalten. | 18. Jh.   | 10840 DDB  |
| Wohnhaus                       | Wohnhaus                                 | Römerberg 8 LageFlur: 1, Flurstück: 16/1                | Zweigeschossiges traufständiges, nach Süden und Osten mit Asbestzementplatten verkleidetes Fachwerkgebäude mit leicht vorkragenden Geschossen und Satteldach. Hofseitig liegt das konstruktive Fachwerk des Gebäudes frei. Zusammen mit dem anschließenden Gebäude Nr. 6 bildet das Haus, das das Wohnhaus einer L-förmigen Hofreite war, eine für das Ortsbild wichtige Baugruppe. | um 1800   | 10841 DDB  |
| Wohnhaus (ehem. Schmiede)      | Wohnhaus (ehem. Schmiede)                | Römerberg 14 LageFlur: 1, Flurstück: 30                 | Einstöckiges traufständiges Fachwerkhaus auf hohem Kellerstallsockel in Hanglage, bedeckt von einem Satteldach mit straßenseitig einer mittigen Gaube. Das um 1800 errichtete und heute im Fachwerkbereich verkleidete Gebäude war das Wohnhaus eines Kleingehöfts und zeitweilig befand sich darin auch eine Schmiede. Es ist das Geburtshaus des Heimatdichters Karl Schäfer (1849–1914) und daher von ortsgeschichtlichem Wert. | um 1800   | 10842 DDB  |

### Höllerbach
| Bild             | Bezeichnung              | Lage                                              | Beschreibung | Bauzeit      | Objekt-Nr. |
| ---------------- | ------------------------ | ------------------------------------------------- | --- | ------------ | ---------- |
| Bild gesucht BW  | Jagd- oder Wochenendhaus | Außerhalb 2, Gehrnberg LageFlur: 2, Flurstück: 11 | Außerhalb des Ortes in einem Waldstück gelegenes zweistöckiger Fachwerkbau mit kubischem Baukörper, Walmdach und einem das Obergeschoss dreiseitig umlaufenden Balkon, der über dem Portal in ein ausgebautes Vordach übergeht. Die geschnitzten Konsolen des Balkons sowie die Geländer von Balkon und Treppenaufgang weisen Bauschmuck auf. | um 1900      | 10862 DDB  |
| Ehemalige Schule | Ehemalige Schule         | Breubergstraße 14 LageFlur: 1, Flurstück: 24/3    | Eineinhalbstöckiger Putzbau, unterkellert und mit Spritzenremise. Das 1875 errichtete Gebäude wird durch den Mittelrisalit mit Bogenfenstern und gesägten Schmuckmotiven im Giebeldreieck gegliedert. | 1875         | 10857 DDB  |
| Hofreite         | Hofreite                 | Breubergstraße 49 LageFlur: 1, Flurstück: 67/1    | Vierseitige Hofreite mit giebelständigem zweigeschossigen Wohnhaus. Das Wohnhaus wurde im frühen 20. Jahrhundert vermutlich durch Zimmermann Reeg aus Höllerbach erbaut. Zur Hofseite hin weist es historistisches Zierfachwerk auf, die anderen Seiten sind verschindelt. Die zugehörigen Wirtschaftsgebäude sind älter und stammen noch aus dem 19. Jahrhundert. Die einheitliche Hofreite, die zur Straße hin von einer überdachten Hofeinfahrt abgeschlossen wird, hat städtebauliche Bedeutung.                          | 19./20. Jh.  | 10858 DDB  |
| Bild gesucht BW  | Tagelöhnerhaus           | Breubergstraße 50 LageFlur: 1, Flurstück: 46      | Eingeschossiges verschindeltes Fachwerkhaus auf hohem massiven Kellersockel, in ortsbildprägender Lage. Das ursprünglich dreizonige Gebäude wurde nach Osten hin verlängert, wobei der Eingang in den hinzugekommenen Hausteil verlegt wurde. Die Rückwand ist massv erneuert. Das Gebäude ist das einzige wohlerhaltene Beispiel eines Tagelöhnerhauses im Ort. | um 1800      | 10859 DDB  |
| Vierseithof      | Vierseithof              | Breubergstraße 59 LageFlur: 1, Flurstück: 63/2    | Der geschlossene Vierseithof weist ein zweigeschossiges Fachwerkwohnhaus auf, das 1905/06 wohl vom örtlichen Zimmermeister Reeg erbaut wurde. Zur Hofseite hin hat das Gebäude historistisches Fachwerk mit Viertelkreiskopfstreben und geschwungenen Andreaskreuzen in den Brüstungsfeldern der Fenster. Der Kellersockel ist aus „weißem“ Sandstein vom Morsberg gemauert. Zur Haustür führt eine doppelläufige Freitreppe mit Eisengeländer. Die zugehörige Scheune des Gehöfts in ortsbildprägender Lage stammt von 1840. | 1840/1905/06 | 10860 DDB  |
| Vierseithof      | Vierseithof              | Breubergstraße 66 LageFlur: 1, Flurstück: 54/1    | Der Vierseithof weist ein giebelständiges zweigeschossiges Fachwerkwohnhaus auf hohem Kellersockel auf. Das mehrfach umgebaute Gebäude ist nach hinten verlängert und soll einst traufständig gewesen sein. Zur Straße hin wird der Hof von einem überdachten Hallentor abgeschlossen. Die Anlage hat städtebauliche Bedeutung. | 19. Jh.      | 10861 DDB  |

### Nieder-Kainsbach
| Bild     | Bezeichnung | Lage                                       | Beschreibung | Bauzeit | Objekt-Nr. |
| -------- | ----------- | ------------------------------------------ | --- | ------- | ---------- |
| Wohnhaus | Wohnhaus    | Bachgasse 11 LageFlur: 1, Flurstück: 202/3 | Ehemaliges Einhaus aus der Mitte des 18. Jahrhunderts mit Pferdestall und Scheune. Zweigeschossiges giebelständiges Fachwerkhaus, das im Erdgeschoss zum Teil massiv erneuert wurde und dessen ehemalige Stall- und Scheunenzonen zu Wohnzwecken ausgebaut sind. Das Gebäude ist von einem Satteldach mit Biberschwanzziegeln bedeckt. Im Obergeschoss haben sich alte Bleiglasfenster erhalten. Das Gebäude ist aus wissenschaftlichen und städtebaulichen Gründen ein Kulturdenkmal. | 18. Jh. | 10865 DDB  |

### Wallbach
| Bild                         | Bezeichnung                  | Lage                                          | Beschreibung | Bauzeit | Objekt-Nr. |
| ---------------------------- | ---------------------------- | --------------------------------------------- | --- | ------- | ---------- |
| Spinnmädchenkreuz            | Steinkreuz                   | Büchlerswiesen LageFlur: 2, Flurstück: 167    | Westlich des Dorfes befindliches Sandstein-Steinkreuz, so genanntes Spinnmädchenkreuz. Das 60 cm hohe Steinkreuz mit gefasten Kanten weist im Keuzungsfeld der Vorderseite ein kreisförmiges Relief auf, auf der Rückseite ein Kreuz. Der Sage nach soll an der Stelle des Kreuzes ein Spinnmädchen ermordet worden sein. Ähnlich gestaltete Kreuze befinden sich auch an anderen Orten des Odenwaldkreises.                                                     |         | 10872 DDB  |
| Ehemalige Schule und Rathaus | Ehemalige Schule und Rathaus | Gehringstraße 12 LageFlur: 1, Flurstück: 23/1 | Zweigeschossiges Gebäude mit massivem Erdgeschoss, in Fachwerk ausgeführten Ober- und Giebelgeschossen, überdeckt von einem Krüppelwalmdach, mit steinernem Treppenturm mit Fachwerkaufsatz, Pyramidendach und Laterne an der Westseite. Das pittoreske Gebäude in ortsbildprägender Lage wurde von der Familie Gehring gestiftet, die in die USA ausgewandert ist.                                                                                              | 1899    | 10867 DDB  |
| Doppelhaushälfte             | Doppelhaushälfte             | Gehringstraße 22 LageFlur: 1, Flurstück: 87   | Haushälfte des noch aus der Zeit vor dem Dreißigjährigen Krieg stammenden einstigen Wohnhauses eines Vierseithofes. Zweigeschossiges Fachwerkgebäude auf niedrigem Steinsockel, mit vorkragenden Geschossen, über der Tür datiert 1610. Die andere Haushälfte (Gehringstraße 20) wurde modern erneuert. | 1610    | 10868 DDB  |
| Wohnhaus                     | Wohnhaus                     | Gehringstraße 34 LageFlur: 1, Flurstück: 90   | Giebelständiges zweigeschossiges Fachwerkhaus auf hohem Sockel. Die Giebelseiten sind verschindelt, die Traufseiten verkleidet. Nach Norden schließt sich an das stattliche Wohnhaus eines Vierseithofes ein jüngerer Anbau an. Der Hof bildet mit dem gegenüberliegenden Hof Gehringstraße 36 die bestimmende Bebauung des südöstlichen Ortseingangs. |         | 10870 DDB  |
| Bild gesucht BW              | Hofreite                     | Gehringstraße 41 LageFlur: 1, Flurstück: 99   | Vierseitige Hofreite auf trapezförmigem Grundriss, mit zweigeschossigem Fachwerkwohnhaus aus der Zeit um 1700, das hofseitig freiliegendes Fachwerk hat, zu den Außenseiten hin aber eine Holzverschindelung des 19. Jahrhunderts aufweist. Im westlichen Teil des Erdgeschosses befand sich einst ein Pferdestall. Die hofseitigen Fenster sind in veränderter Form erneuert. Trotz der Umbauten hat die Anlage städtebauliche und wissenschaftliche Bedeutung. | um 1700 | 10871 DDB  |

### Wersau
| Bild                                         | Bezeichnung                                  | Lage                                                                          | Beschreibung | Bauzeit | Objekt-Nr. |
| -------------------------------------------- | -------------------------------------------- | ----------------------------------------------------------------------------- | --- | ------- | ---------- |
| Blick zum Pfarrberg                          | Gesamtanlage Wersau                          | Gesamtanlage Lage                                                             | Die Gesamtanlage besteht aus dem Pfarrberg als ältesten Teil des Dorfes mit der alten Wehrkirche, dem ortsbildprägenden Pfarrhaus, dem alten Teil des Friedhofes und den beiden großen Hofreiten an der Schulstraße. Die Gesamtanlage umfasst nicht nur die Gebäude, sondern auch die Wegeinfassungen und den steilen Weg zwischen Schulstraße und Pfarrberg. |         | 10874 DDB  |
| Wohnhaus                                     | Wohnhaus                                     | Backhausstraße 8 LageFlur: 1, Flurstück: 287/1                                | Zweigeschossiges giebelständiges Fachwerkwohnhaus mit holzverschindelten Giebelseiten und zum Hof besonders enger Ständerstellung und fischgrätenartiges Strebewerk. Das Haus war das Wohnhaus einer Hofreite, die zugehörige Scheune war 1785 datiert und wurde 1984 abgerissen. Das Haus dürfte selben Alters sein. Trotz einiger störender Veränderungen im Erdgeschoss hat das Gebäude sowie die zu ihm gehörige hohe Mauer mit Toreinfahrt zur Straße städtebauliche und wissenschaftliche Bedeutung. | 1785    | 823210 DDB |
| „Hofhaus“ (ehem. Erbach-Schönbergischer Hof) | „Hofhaus“ (ehem. Erbach-Schönbergischer Hof) | Backhausstraße 14 LageFlur: 1, Flurstück: 281/1                               | Langgestrecktes vierzoniges zweigeschossiges Fachwerkgebäude mit massivem Erdgeschoss, mit streng konstruktivem Fachwerk in enger Ständerstellung mit geschnitzten Eckpfosten sowie mit Schnitzereien verzierten Füllbrettern in den Brüstungsfeldern, davon eines mit Datierung 1800, überdeckt von einem breiten Krüppelwalmdach. Unter dem nördlichen Teil des Hauses befindet sich ein gewölbter Weinkeller. Die Haustür stammt noch aus der Zeit des späten Barock. Das Gebäude war einst als Erbach-Schönbergischer Hof das Wohnhaus einer vierseitigen Hofreite, darin befand sich bis 1906 auch eine Straußwirtschaft. | 1800    | 10876 DDB  |
| Tagelöhnerhäuschen                           | Tagelöhnerhäuschen                           | Brensbacher Straße 15 LageFlur: 1, Flurstück: 322/1                           | Kleines giebelständiges eingeschossiges Fachwerkhaus auf Kellersockel. Das um 1800 erbaute Haus weist schlichtes konstruktives Fachwerk auf. Hinter dem Haus schließt sich in der Gebäudeachse eine Stallscheune an. Als letztes Tagelöhnerhäuschen des Ortes ist das Haus von sozialgeschichtlichem Interesse. | um 1800 | 10877 DDB  |
| Wohnhaus                                     | Wohnhaus                                     | Moorbachstraße 2 LageFlur: 1, Flurstück: 392/2                                | Giebelständiges zweigeschossiges Fachwerkhaus mit Satteldach, am Eckständer datiert 1615. Das Fachwerk ist kunstvoll mit Mannfiguren, umlaufendem Profil am Giebel sowie starken Eckständern mit geschnitzter Einkehlung versehen. Das Erdgeschoss wurde massiv erneuert, die Fenstersituation wurde verändert und zum Hof hin wurde am Eingang ein moderner Anbau ergänzt. Das Haus ist das zweitälteste Fachwerkgebäude in Wersau und war einst das Wohnhaus eines Vierseithofes. | 1615    | 10878 DDB  |
| weitere Bilder                               | Ehemaliges Pfarrhaus                         | Pfarrberg 2 LageFlur: 1, Flurstück: 363                                       | Das Gebäude am Pfarrberg wurde von 1732 bis 1734 nach Plänen des Pfarrers und Baumeisters Johann Conrad Lichtenberg erbaut. Zweigeschossiges Fachwerkhaus mit Krüppelwalmdach. Im Fachwerk doppelte Kopfstreben, die wohl von diesem Haus ausgehend später weite Verbreitung im vorderen Odenwald fanden. Zum Kulturdenkmal zählt nicht nur das Gebäude, sondern auch der zugehörige ehemalige Stall sowie die Steineinfriedung. | 1732–34 | 10880 DDB  |
| weitere Bilder                               | Evangelische Kirche und Friedhof             | Pfarrberg 7, Pfarrberg, Pfarrberg 9 LageFlur: 1, Flurstück: 373/1, 386, 387/2 | Die evangelische Kirche inmitten des ummauerten alten Friedhofs ist ein kleiner frühgotischer Saalbau, der durch Umbauten seit dem 15. Jahrhundert, vor allem 1738 und 1851/60, sein heutiges Aussehen erlangte. Von der frühen Bausubstanz sind eine Sakramentsnische und ein gotisches Spitzbogenfenster im Chor erhalten. Im Inneren ist die Kirche von einer flachen Decke überspannt und hat im Langhaus eine dreiseitig umlaufende Empore. Orgelempore, Orgel und Kanzelaltar sind in einer Achse vor dem Chor angeordnet, der Chor selbst ist als Sakristei abgeteilt. Der freistehende Glockenturm der Kirche wurde 1631 errichtet und 1738 mit gotisierenden Fenstern im Obergeschoss und Fachwerkgiebel ausgebaut. Der Turm dient nicht nur der Unterbringung der Glocken, sondern ist gleichzeitig auch der Torturm des Friedhofs. Auf dem Friedhof haben sich einige historische Grabsteine aus dem 18. und 19. Jahrhundert erhalten. |         | 10881 DDB  |
| Schule mit Spritzenhaus                      | Schule mit Spritzenhaus                      | Schulstraße 3 LageFlur: 1, Flurstück: 349/2                                   | Zweigeschossiger Klinkerbau mit sechs Achsen, von denen die jeweils äußeren beiden eckrisalitartig etwas vorstehen. Das Gebäude ist von einem flachen Walmdach bedeckt. Das Sichtziegelmauerwerk ist mit einigen einfachen Ornamenten versehen. Neben der Schule befindet sich das giebelständige Spritzenhaus, das 1892 datiert ist. Das Ensemble entspricht von seiner Grundanordnung und Stilistik in etwa der 1896 erbauten Schule mit Spritzenhaus in Brensbach und dürfte sicher vom selben Baumeister stammen. | 1892    | 10882 DDB  |
| Wohnhaus                                     | Wohnhaus                                     | Schulstraße 7 LageFlur: 1, Flurstück: 352                                     | Zweigeschossiges giebelständiges Fachwerkhaus mit Satteldach, am Eckständer datiert 1766. Das Haus weist am Giebel und vor allem zur Hofseite hin die doppelten Kopfstreben auf, wie sie auch am älteren benachbarten Pfarrhaus zu finden sind. Zur Hofseite, wo das Erdgeschoss massiv ausgeführt ist, ragt ein überdachter Kellerhals hervor, der in dieser Form nur noch selten zu finden ist. | 1766    | 10883 DDB  |
| Wohnhaus                                     | Wohnhaus                                     | Schulstraße 15 LageFlur: 1, Flurstück: 357                                    | Zweigeschossiges Fachwerkhaus mit Satteldach, mit natürlich gebogenen Streben, Mannfiguren, Andreaskreuzen und reich profilierten Schwellen und Rähm. An Schwelle und Eckständer befinden sich zahlreiche Inschriften und Datierungen, wonach das Haus 1614 von den Zimmermeistern Lautenschläger erbaut wurde. Das Gebäude ist damit das älteste Fachwerkgebäude in Wersau. Neben der Eingangstür ist noch ein überdachter Kellerhals in bauzeitlicher Erhaltung. | 1614    | 10884 DDB  |

## Abgegangene Kulturdenkmäler
| Bild     | Bezeichnung | Lage                                                        | Beschreibung | Bauzeit | Objekt-Nr. |
| -------- | ----------- | ----------------------------------------------------------- | --- | ------- | ---------- |
| Wohnhaus | Wohnhaus    | Nieder-Kainsbach, Bachgasse 7 LageFlur: 1, Flurstück: 203/3 | 1994 zerstört Ehemaliges Einhaus des 18. Jahrhunderts, ausgebaut zum Wohnhaus einer hakenförmigen Hofreite. Das giebelständige eingeschossige Fachwerkhaus befand sich auf einem hohen massiven Sockel und war an der Giebelseite verschindelt. Das für das Ortsbild wichtige Gebäude wurde 1994 zerstört. | 18. Jh. | 10864      |
|          |             | Brensbach, Waldstraße 19 LageFlur: 3, Flurstück: 121        | Abbruchgenehmigung erteilt |         | 10843      |